# Ignacio Despujol y Rigalt
Ignacio Despujol y Rigalt (Santiago de Cuba, 9 de febrer de 1863 - València, 1913) fou un enginyer agrònom i polític espanyol, fill d'Eulogio Despujol y Dusay, comte de Casp.

## Biografia
Era descendent d'una família catalana ennoblida en el segle xviii i ell nasqué a Puerto Rico, on el seu pare era governador. Estudià als jesuïtes de València i el 1887 es llicencià en enginyeria de camins, canals i ports. Es casà amb Isabel Trénor Palavicino i treballà en la Divisió Hidrològica del Xúquer. Membre del Partit Conservador, fou elegit diputat pel municipi de Quebradillas (Puerto Rico) a les eleccions generals espanyoles de 1891 i pel de Gandia a les eleccions generals espanyoles de 1903.